# سعيد الشرياني
سعيد الشرياني ممثل و مؤلف ومخرج إماراتي  والمدير التنفيذي لمسرح العين شارك في الأعمال الدرامية والمسرحية والسينمائية.

## تمثيل

### المسلسلات التلفزيونية
- مكان في القلب 2016
- ظلال الماضي 2011
- طماشة 2010 الجزء الثاني
- زمن طناف 2010
- دروب المطايا 2009
- حاير طاير 2008  الجزء 5
- حظ يا نصيب 2008
- وجه آخر 2007
- جمرة غضى 2006

### السينما
- مزرعة يدوه  الجزء الأول والثاني (2013 -2015)

### المسرحيات
- الحلم الكبير